# Command & Conquer (2013)
Command & Conquer — скасована відеогра, стратегія в реальному часі з серії Command & Conquer, продовження Command & Conquer: Generals. Розроблювалася Victory Games для Microsoft Windows на рушієві Frostbite 3. Видавцем планувалася Electronic Arts.
Гра початково розроблялася як пряме сюжетне продовження Command & Conquer: Generals. В серпні 2012 року її концепція змінилася на ідейне продовження, щоб стати безкоштовною багатокористувацькою грою. Багатокористувацький режим з можливістю придбати за реальні гроші додаткові можливості, було випущено з нагоди Різдва 2013 року, а потім до кінця першої чверті 2014 року планувалося видати платні місії сюжетної кампанії. Однак 29 жовтня 2013 року EA припинила розробку Command & Conquer з огляду на негативні відгуки щодо платних можливостей. Невдовзі після оголошення про скасування, невідомий співробітник Victory Games розмістив на офіційних форумах версію, що причиною скасування гри насправді були «корпоративні махінації», а не негативні оцінки. Співробітник також заявив, що офіційне оголошення про скасування було попередньо написане працівниками вищого рівня в Electronic Arts.